# Монтекијаро Пјана (Алесандрија)
Монтекијаро Пјана је насеље у Италији у округу Алесандрија, региону Пијемонт.
Према процени из 2011. у насељу је живело 273 становника. Насеље се налази на надморској висини од 204 м.